# Ченгіз Коч
Ченгіз Коч (нім. Cengiz Koç; 9 вересня 1977, Гронау) — німецький боксер та кікбоксер турецького походження, призер чемпіонату Європи з боксу серед аматорів, чемпіон світу та Європи з кікбоксингу.

## Аматорська кар'єра
До того, як зайнятися боксом, Ченгіз Коч був кікбоксером і вигравав чемпіонати світу 1996 та Європи 1995 з кікбоксингу.
1999 року дебютував на чемпіонаті світу з боксу і програв у другому бою Мухтархану Дільдабекову (Казахстан) — 4-8.
На чемпіонаті Європи 2000 Ченгіз Коч завоював бронзову медаль.
- У чвертьфіналі переміг Олексія Мазікіна (Україна) — 6-4
- У півфіналі програв Олексію Лєзіну (Росія) — 4-6

На Олімпійських іграх 2000 в 1/8 фіналу програв нокаутом Алексісу Рубалькаба (Куба) — KO1.

## Професіональна кар'єра
2001 року дебютував на професійному рингу. Впродовж 2001—2004 років провів двадцять один переможний бій, в яких суперники були невисокого класу. 16 липня 2005 року в бою за титул чемпіона Європи за версією EBU у важкій вазі програв Майклу Спротту (Німеччина).
28 січня 2006 року втратив другий шанс стати чемпіоном Європи за версією EBU, програвши італійцю Паоло Відоц.